# Jakushitsu Genkō
Tịch Thất Nguyên Quang (zh. 寂室元光, ja. jakushitsu genkō), 1290-1367, là một vị Thiền sư Nhật Bản, thuộc tông Lâm Tế, sau Thiền sư Lan Khê Đạo Long (zh. 蘭溪道隆) hai đời.

## Cơ duyên
Sư xuất gia năm 12 tuổi, thụ giới cụ túc năm 15 tuổi và sau đó tham học với Thiền sư Ước Ông Đức Kiệm (zh. 約翁德儉, ja. yakuō tokken, 1244-1320), một môn đệ đắc pháp của Thiền sư Lan Khê Đạo Long. Một hôm, Sư thỉnh Ước Ông nói lời cuối (mạt ngữ 末語, ja. matsugo). Ước Ông không nói gì, chỉ dùng tay tát Sư một cái. Sư nhân đây đại ngộ, vào năm 18 tuổi.
Nghe lời khuyên của thầy, Sư yết kiến nhiều vị Thiền sư khác và đặc biệt là Sư thường tham học với các vị Thiền sư Trung Quốc giáo hoá tại Nhật, trong đó có Nhất Sơn Nhất Ninh (zh. 一山一寧). Nơi Nhất Sơn, Sư lưu lại hai năm để học cách làm thơ (thi pháp học) và chính vì vậy, các bài thơ, kệ tụng của Sư được đánh giá rất cao, nếu không nói là nổi danh nhất của thời đại này.
Sau, Sư đến Trung Quốc học hỏi nơi Thiền sư Trung Phong Minh Bản (zh. 中峰明本) và nhiều vị khác. Cuộc du học này kéo dài sáu năm và sau khi trở về Nhật, Sư tiếp tục cuộc đời du tăng của mình, 25 năm liền không trụ trì chùa nào. Năm 1361, Sư nhận lời thỉnh cầu, khai sơn trụ trì chùa Vĩnh Nguyên (ja. eigen-ji). Nhiều ngôi chùa lớn tại Kinh Đô (kyōto) và Liêm Thương (kamakura) thỉnh Sư về trụ trì nhưng Sư đều từ chối.

## Đặc điểm
Lối sống đơn giản, cơ hàn không phụ thuộc, bác bỏ coi thường những nghi lễ long trọng, những ngôi chùa to lớn, từ chối những chức vụ cao quý, đó chính là những đức tính làm cho Sư nổi bật lên trong những vị Thiền sư thời bấy giờ. Mặc dù tên của Sư không nổi tiếng bằng những vị khác đồng thời, nhưng những phong cách cao quý trên nêu rõ tinh thần Thiền thuần tuý của Sư.
Sư viên tịch năm 1367.